# Đảng Đoàn kết và Phát triển Liên bang Myanmar
Đảng Đoàn kết và Phát triển Liên bang (tiếng Miến Điện: ပြည်ထောင်စုကြံ့ခိုင်ရေးနှင့်ဖွံ့ဖြိုးရေးပါတီ; viết tắt: USDP) được thành lập ngày 2 tháng 6 năm 2010, là một chính đảng theo chủ nghĩa dân tộc cực đoan, thân quân sự tại Myanmar. Cùng với Liên minh Quốc gia vì Dân chủ, đây là một trong hai chính đảng lớn nhất nước này. Đảng có tiền thân là Hiệp hội Đoàn kết và Phát triển Liên bang, và đóng vai trò làm đại diện chính trị của Quân đội Myanmar.
Đảng được thành lập bởi Thein Sein - người sau này trở thành Tổng thống Myanmar sau cuộc Tổng tuyển cử 2010. Trụ sở chính là ở quận Dekkhinathiri của Naypyidaw. Theo Hiến pháp năm 2008 quy định "nếu tổng thống và các phó tổng thống là thành viên của một chính đảng, họ sẽ không được tham gia các hoạt động của đảng đó trong thời gian đương nhiệm kể từ ngày đắc cử." Kể từ năm 2022, quyền lãnh đạo đảng nằm trong tay Khin Yi.

## Tư tưởng
USDP được đông đảo thừa nhận là một đảng cánh hữu, theo chủ nghĩa dân tộc cực đoan. Đảng này đóng vai trò làm bình phong cho lực lượng quân sự tham chính, với nhiều ứng viên và ban lãnh đạo là các tướng lĩnh về hưu. Đảng cũng được mô tả là độc đoán, theo chủ nghĩa dân tộc Phật giáo, và dân túy cánh hữu.

## Lãnh đạo
Tính đến tháng 10 năm 2012, lãnh đạo của Đảng gồm 44 Ủy viên Ban chấp hành Trung ương và bao gồm:
- Chủ tịch: Thein Sein
- Phó Chủ tịch: Aye Myint
- Phó Chủ tịch: Shwe Mann
- Phó Chủ tịch: Htay Oo
- Tổng Thư ký: Maung Maung Thein
- Đồng Tổng Thư ký: Thein Zaw
- Bí thư: Khin Aung Myint
- Bí thư: Thein Swe
- Bí thư: Aung Ko

Vào tháng 1 năm 2013 Thein Sein từ chức Chủ tịch, chuyển giao chức Chủ tịch Đảng cho Phó Chủ tịch thứ nhất của đảng Shwe Mann.
Từ 2016, lãnh đạo của đảng gồm có:
- Chủ tịch: Than Htay
- Phó Chủ tịch: Myat Hein
- Phó Chủ tịch: Khin Yi
- Tổng Thư ký: Thet Naing Win
- Phát ngôn viên: Nandar Hla Myint

Tính đến tháng 10 năm 2022, lãnh đạo hiện tại gồm có:
- Chủ tịch: Khin Yi
- Phó Chủ tịch: Myat Hein
- Phó Chủ tịch: Hla Tun
- Phó Chủ tịch: Myo Zaw Thein
- Tổng Thư ký: Thaung Aye
- Đồng Tổng thư ký: Tin Aung Chit